# Марк Бамонт
Марк Бамонт (1 січня 1983) — британський велосипедист рекордсмен на довгих дистанціях, шукач пригод, ведучий телепередач, автор документальних фільмів. Йому належить світовий рекорд подорожі довкола земної кулі на велосипеді, що становить 18,297 миль (29,446 км), які він проїхав 15 лютого 2008, за 194 дні і 17 годин.

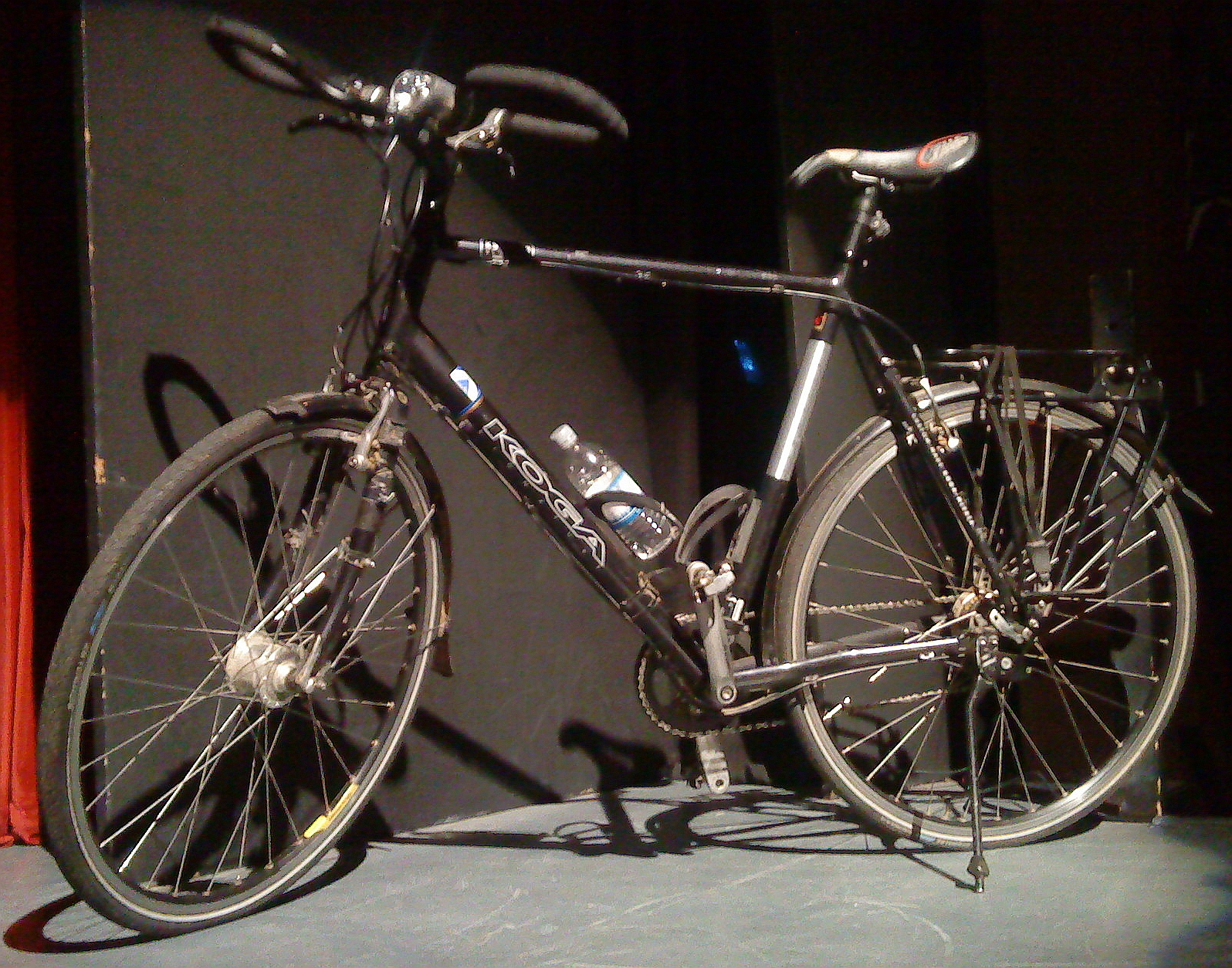
Велосипед на якому Марк відправився у подорож по Америках

## Ланки
- MarkBeaumontOnline.com [Архівовано 19 квітня 2022 у Wayback Machine.] official website (англ.)
- BBC Mark Beaumont Cycling The Americas (англ.)
- MrMarkBeaumont у соцмережі «Твіттер»
- Mark Beaumont у соцмережі «Facebook»